# Gebüsch-Wintereule
Die Gebüsch-Wintereule (Conistra ligula), auch Steppenbuschheide-Wintereule genannt, ist ein Schmetterling (Nachtfalter) aus der Familie der Eulenfalter (Noctuidae). Die Art fliegt im Herbst, überwintert als Falter und wird deshalb zu den sogenannten „Wintereulen“ gezählt.

## Merkmale

### Falter
Der Falter hat eine Flügelspannweite von 30 bis 38 Millimetern. Die Tiere sind in Zeichnung und Farbe sehr variabel, die Grundfarbe variiert von dunkelgrau, über graubraun bis zu rotbraun. Auch fast schwarze Exemplare wurden schon beobachtet. Die Zeichnungselemente sind dunkler als die Grundfarbe jedoch meist hell gesäumt; oft fast weißlich. Die Flügeläderung ist fast immer deutlich zu sehen, oft dunkler oder heller überstäubt. Die Saumfransen sind grau und gewellt. Die subterminale Wellenlinie ist häufig mit schwarzen Punkten besetzt. Äußere Querlinie, Mittelschatten und innere Querlinie sind teils deutlich, teils fast kaum sichtbar ausgebildet. Bei grauen Tieren sind die Linien heller gesäumt, oft fast weiß. Auch die Makeln sind teilweise sehr deutlich abgegrenzt, teils aber auch nur schwer zu sehen. Meist ist aber die Nierenmakel deutlicher ausgeprägt. Gelegentlich sind einige undeutliche helle Flecken am Vorder- oder Costalrand vorhanden.
Die Spitze (Apex) des Vorderflügels ist gespitzt. Der subapikale Saum ist gerade bis leicht konkav, allerdings verwischt sich dieses Merkmal bei stark abgeflogenen Exemplaren, da die Fransenschuppen schnell verloren gehen.
Die Hinterflügel sind einfarbig dunkelgrau bis braungrau mit einem undeutlichen Diskalfleck.

### Ei
Das Ei ist halbkugelig und am oberen Ende etwas abgeflacht. Es ist hellrötlich gefärbt mit einer etwas helleren Binde. Die Längslinien auf der Außenseite sind gewellt.

### Raupe
Die ersten Raupenstadien sind hellgrün. Sie werden später rotbraun bis leicht rötlich braun. Auch grünlich-braune Farbtöne kommen vor. Die Raupen besitzen eine helle, unterbrochene Rückenlinie; auch die Nebenrückenlinien sind weißlich, aber etwas schmaler als die Rückenlinie. Die Seitenstreifen bestehen aus ockerfarbenen Punkten, die oberhalb von einer etwas dunkleren Zone begleitet wird. Die Stigmen sind schwarz. Die Körperunterseite ist hell, der Kopf ist oben hellbraun, unten schwarz.

## Vorkommen
Die Art ist in West-, Mittel und Südeuropa weit verbreitet. In Westeuropa fehlt sie in weiten Teilen Schottlands und dem westlichen Teil Irlands. In Mitteleuropa fehlt sie bereits an der deutschen Nordseeküste, in Dänemark, dem gesamten Fennoskandien, dem mittleren und nördlichen Baltikum und dem mittleren und nördlichen Russland. Auch auf vielen Mittelmeerinseln kommt die Art nicht vor. In Nordafrika ist die Art in Marokko nachgewiesen, im Osten in der Türkei, Armenien und dem Nordirak.
Die Gebüsch-Wintereule bevorzugt halboffene, trockene und warme Standorte in lichten Laubwäldern, Gebüschen (z. B. Weißdorn- und Schlehdorngebüsche an Waldrändern), Magerrasen, aufgelassenen Weinbergen, Streuobstwiesen und Gärten. Sie kommt von der Tiefebene bis etwa in 1000 Meter Höhe in den Alpen vor.

## Lebensweise
Der Gebüsch-Wintereule bildet eine Generation im Jahr, die von Anfang/Mitte September bis November, und nach der Überwinterung von Ende Februar bis Anfang Mai fliegt. Die Falter sind nachtaktiv, fliegen Lichtquellen an und können geködert werden. Im Frühjahr saugen sie an blühenden Weidenkätzchen. Die Fortpflanzungsstrategie der Art differiert innerhalb des Verbreitungsgebietes. In der nördlichen atlantischen Zone wurde beobachtet, dass die Paarung im Herbst stattfindet. Die Mehrzahl der überwinternden Falter sind Weibchen, die im Frühjahr ihre Eier ablegen. In den weiter südlichen und südöstlichen Verbreitungsgebieten überwintern männliche und weibliche Falter gleichermaßen und paaren sich im Frühjahr.
Die Eier werden an verschiedenen Laubgehölzen abgelegt. Die Raupen sind von Mitte April bis Juni anzutreffen. Sie ernähren sich von den Blättern von Eichen (Quercus), Weißdornen (Crataegus) und Schlehen (Prunus spinosus). Weiter werden in der Literatur genannt: Weiden (Salix), Waldreben (Clematis), Hainbuchen (Carpinus), Eschen (Fraxinus), Mispel (Mespilus), Myrica, Birnen (Pyrus), Ulmen (Ulmus), Johannisbeeren (Ribes), Rosen (Rosa), Ampfer (Rumex), Löwenzahn (Taraxacum), Birken (Betula), Ahorne (Acer), Linden (Tilia) und Heckenkirschen (Lonicera).

## Gefährdung
Die Bestände der Art sind in der Bundesrepublik rückläufig. In einigen Bundesländern gilt sie als ungefährdet (z. B. Baden-Württemberg), in anderen Bundesländern ist sie verschollen oder ausgestorben (Schleswig-Holstein) oder vom Aussterben bedroht (Mecklenburg-Vorpommern). Allerdings stellen diese beiden Bundesländer auch die nördliche Grenze des Vorkommens in Mitteleuropa dar.